# 若泽·萨
若澤·薩（葡萄牙語：José Sá，葡萄牙語發音：[ʒuˈzɛ sa]；1993年1月17日—），是一名葡萄牙足球運動員，目前效力於英超球會伍尔弗汉普顿流浪，司職守門員。代表葡萄牙国家足球队参加国际比赛。他曾经效力过意甲球队帕尔马。

## 球會生涯

### 狼隊
2021年7月15日，若澤·薩加盟英超球隊狼隊，並簽署為期五年的合約。

## 榮譽

### 球會
波爾圖
- 葡萄牙足球超级联赛冠軍：2017–18賽季[5]

 奧林匹亞科斯
- 希臘足球超級聯賽冠軍：2019–20、2020–21賽季
- 希臘足球盃冠軍：2019–20賽季

### 國家隊
葡萄牙
- 歐洲足協國家聯賽冠軍：2024-25賽季

### 個人
- 希臘足球超級聯賽年度最佳門將：2019–20賽季

## 外部連結
- Soccerway資料庫：若泽·萨
- 若泽·萨於ForaDeJogo的個人資料
- National team data （页面存档备份，存于） （葡萄牙語）
- 若泽·萨 – FIFA國際賽競賽紀錄 (存檔)
- 若泽·萨－UEFA國際賽競賽紀錄